# Atelopus bomolochos
Atelopus bomolochos är en groddjursart som beskrevs av Peters 1973. Atelopus bomolochos ingår i släktet Atelopus och familjen paddor. IUCN kategoriserar arten globalt som akut hotad. Inga underarter finns listade.